# إرنست باسكال
إرنست باسكال (بالإنجليزية: Ernest Pascal)‏ (11 يناير 1896، لندن في المملكة المتحدة - 4 نوفمبر 1966 في الولايات المتحدة)؛ مؤلف، كاتب سيناريو، كاتب مسرحي، شاعر وروائي أمريكي.

## روابط خارجية
- إرنست باسكال على موقع IMDb (الإنجليزية)
- إرنست باسكال على موقع ألو سيني (الفرنسية)
- إرنست باسكال على موقع أول موفي (الإنجليزية)
- إرنست باسكال على موقع قاعدة بيانات برودواي على الإنترنت (الإنجليزية)
- إرنست باسكال على موقع قاعدة بيانات الأفلام السويدية (السويدية)
- إرنست باسكال على موقع قاعدة بيانات الفيلم (الإنجليزية)
- إرنست باسكال على موقع كينوبويسك (الروسية)